# Mistrzostwa Europy U-19 w Piłce Nożnej 2024 (eliminacje)
Eliminacje do Mistrzostw Europy U-19 w piłce nożnej rozpoczną się 11 października 2023, a zakończą się w 2024 roku. Eliminacje mają na celu wyłonienie siedmiu drużyn, które obok gospodarza, reprezentacji Irlandii Północnej zagrają w turnieju finałowym. Piłkarze urodzeni po 1 stycznia 2004 roku są dopuszczeni do gry.

## Format eliminacji
W kwalifikacjach bierze udział 53 reprezentacje, czyli wszystkie oprócz Irlandii Północnej, który jest gospodarzem i ma zapewniony udział w turnieju oraz zdyskwalifikowanej Rosji. Portugalia zaczyna w grupie elitarnej. Najlepsze drużyny z Rundy Kwalifikacyjnej awansują do Rundy Elitarnej, a najlepsze drużyny z tego stopnia eliminacji awansują do turnieju finałowego.

## Losowanie grup
Na podstawie:
Do udziału w eliminacjach zgłosiły się 53 federacje krajowe, czyli wszystkie z wyjątkiem Irlandii Północnej, który jest gospodarzem turnieju finałowego i Rosji, która jest zdyskwalifikowana. Drużyny zostały podzielone na cztery koszyki po trzynaście reprezentacji. Ze względów politycznych w jednej grupie nie mogły znaleźć się reprezentacje:
- Hiszpanii oraz Gibraltaru
- Bośni i Hercegowiny oraz Kosowa
- Kosowa oraz Serbii
- Białorusi i Ukrainy

| Koszyk 1 |
| --- |
| Anglia U-19 Francja U-19 Włochy U-19 Czechy U-19 Hiszpania U-19 Ukraina U-19 Irlandia U-19 Holandia U-19 Norwegia U-19 Izrael U-19 Niemcy U-19 Turcja U-19 Serbia U-19 |

| Koszyk 2 |
| --- |
| Austria U-19 Słowacja U-19 Rumunia U-19 Węgry U-19 Belgia U-19 Szwecja U-19 Szkocja U-19 Chorwacja U-19 Grecja U-19 Dania U-19 Bośnia i Hercegowina U-19 Polska U-19 Gruzja U-19 |

| Koszyk 3 |
| --- |
| Finlandia U-19 Bułgaria U-19 Islandia U-19 Szwajcaria U-19 Armenia U-19 Cypr U-19 Walia U-19 Łotwa U-19 Słowenia U-19 Azerbejdżan U-19 Białoruś U-19 Macedonia Północna U-19 Kosowo U-19 |

| Koszyk 4 |
| --- |
| Albania U-19 Czarnogóra U-19 Malta U-19 Mołdawia U-19 Kazachstan U-19 Wyspy Owcze U-19 Andora U-19 Litwa U-19 Estonia U-19 Luksemburg U-19 San Marino U-19 Gibraltar U-19 Liechtenstein U-19 |

## Runda kwalifikacyjna
Na podstawie:
W przypadku równej liczby punktów, zespoły są klasyfikowane według następujących zasad.
1. liczba punktów zdobytych w meczach między tymi drużynami,
2. różnica bramek strzelonych w meczach tych drużyn,
3. bramki zdobyte w meczach tych drużyn,
4. bramki na wyjeździe zdobyte w meczach tych drużyn,
5. jeśli więcej niż dwie drużyny miały identyczny dorobek i po zastosowaniu powyższych zasad wciąż co najmniej dwie drużyny mają identyczny dorobek, powyższe zasady stosuje się ponownie tylko dla zainteresowanych drużyn. Jeśli nie da to rozstrzygnięcia i wciąż dwie drużyny będą miały identyczny dorobek stosuje się zasady poniżej,
6. różnica bramek we wszystkich meczach grupowych,
7. liczba strzelonych bramek we wszystkich meczach grupowych,
8. liczba strzelonych bramek we wszystkich meczach wyjazdowych,
9. liczba wygranych meczów w fazie grupowej,
10. liczba wygranych meczów wyjazdowych w fazie grupowej,
11. liczba kar indywidualnych we wszystkich meczach (1 punkt za żółtą kartkę, 3 punkty za czerwoną kartkę (również tę za dwie żółte kartki)),
12. pozycja w rankingu UEFA.

Legenda do tabelek
| Awans do Rundy Elitarnej |
| Klasyfikacja III miejsc  |
| Brak kwalifikacji        |

- Pkt – liczba punktów
- M – liczba meczów
- W – wygrane
- R – remisy
- P – porażki
- Br+ – bramki zdobyte
- Br− – bramki stracone
- +/− – różnica bramek

### Grupa 1
Wszystkie mecze tej grupy odbywają się we Francji.
| Reprezentacja | M | W | R | P | Br+ | Br- | +/- | Pkt. |
| ------------- | - | - | - | - | --- | --- | --- | ---- |
| Dania U-19    | 3 | 2 | 1 | 0 | 7   | 2   | +5  | 7    |
| Francja U-19  | 3 | 2 | 0 | 1 | 4   | 2   | +2  | 6    |
| Islandia U-19 | 3 | 1 | 1 | 1 | 4   | 2   | +2  | 4    |
| Estonia U-19  | 3 | 0 | 0 | 3 | 0   | 9   | -9  | 0    |

### Grupa 2
Wszystkie mecze tej grupy odbywają się w Łotwie.
| Reprezentacja  | M | W | R | P | Br+ | Br- | +/- | Pkt. |
| -------------- | - | - | - | - | --- | --- | --- | ---- |
| Norwegia U-19  | 3 | 3 | 0 | 0 | 15  | 1   | +14 | 9    |
| Łotwa U-19     | 3 | 1 | 1 | 1 | 9   | 4   | +5  | 4    |
| Węgry U-19     | 3 | 1 | 1 | 1 | 8   | 3   | +5  | 4    |
| Gibraltar U-19 | 3 | 0 | 0 | 3 | 0   | 24  | -24 | 0    |

### Grupa 3
Wszystkie mecze tej grupy odbywają się w Bułgarii.
| Reprezentacja | M | W | R | P | Br+ | Br- | +/- | Pkt. |
| ------------- | - | - | - | - | --- | --- | --- | ---- |
| Szkocja U-19  | 3 | 2 | 1 | 0 | 5   | 2   | +3  | 7    |
| Serbia U-19   | 3 | 1 | 1 | 1 | 2   | 2   | 0   | 4    |
| Andora U-19   | 3 | 1 | 0 | 2 | 3   | 5   | -2  | 3    |
| Bułgaria U-19 | 3 | 0 | 2 | 1 | 1   | 2   | -1  | 2    |

### Grupa 4
Wszystkie mecze tej grupy odbywają się w Szwecji.
| Reprezentacja      | M | W | R | P | Br+ | Br- | +/- | Pkt. |
| ------------------ | - | - | - | - | --- | --- | --- | ---- |
| Włochy U-19        | 3 | 3 | 0 | 0 | 7   | 1   | +6  | 9    |
| Liechtenstein U-19 | 3 | 1 | 1 | 1 | 9   | 3   | +6  | 4    |
| Szwecja U-19       | 3 | 0 | 2 | 1 | 3   | 4   | -1  | 2    |
| Szwajcaria U-19    | 3 | 0 | 1 | 2 | 0   | 11  | -11 | 1    |

### Grupa 5
Wszystkie mecze tej grupy odbywają się w Polsce.
| Reprezentacja           | M | W | R | P | Br+ | Br- | +/- | Pkt. |
| ----------------------- | - | - | - | - | --- | --- | --- | ---- |
| Niemcy U-19             | 3 | 2 | 1 | 0 | 12  | 4   | +8  | 7    |
| Macedonia Północna U-19 | 3 | 1 | 1 | 1 | 4   | 4   | 0   | 4    |
| Polska U-19             | 3 | 1 | 1 | 1 | 6   | 5   | +1  | 4    |
| Kazachstan U-19         | 3 | 0 | 1 | 2 | 1   | 10  | -9  | 1    |

### Grupa 6
Wszystkie mecze tej grupy odbywają się w Gruzji.
| Reprezentacja  | M | W | R | P | Br+ | Br- | +/- | Pkt. |
| -------------- | - | - | - | - | --- | --- | --- | ---- |
| Hiszpania U-19 | 3 | 3 | 0 | 0 | 11  | 0   | +11 | 9    |
| Gruzja U-19    | 3 | 2 | 0 | 1 | 4   | 5   | -1  | 6    |
| Cypr U-19      | 3 | 1 | 0 | 2 | 1   | 4   | -3  | 3    |
| Mołdawia U-19  | 3 | 0 | 0 | 3 | 1   | 8   | -7  | 0    |

### Grupa 7
Wszystkie mecze tej grupy odbywają się na Malcie.
| Reprezentacja | M | W | R | P | Br+ | Br- | +/- | Pkt. |
| ------------- | - | - | - | - | --- | --- | --- | ---- |
| Ukraina U-19  | 3 | 2 | 0 | 1 | 7   | 5   | +2  | 6    |
| Kosowo U-19   | 3 | 1 | 2 | 0 | 7   | 3   | +4  | 5    |
| Słowacja U-19 | 3 | 1 | 1 | 1 | 4   | 5   | -1  | 4    |
| Malta U-19    | 3 | 0 | 1 | 2 | 3   | 8   | -5  | 1    |

### Grupa 8
Wszystkie mecze tej grupy odbywają się w Turcji.
| Reprezentacja | M | W | R | P | Br+ | Br- | +/- | Pkt. |
| ------------- | - | - | - | - | --- | --- | --- | ---- |
| Turcja U-19   | 3 | 3 | 0 | 0 | 7   | 2   | +5  | 9    |
| Litwa U-19    | 3 | 1 | 0 | 2 | 4   | 5   | -1  | 3    |
| Grecja U-19   | 3 | 1 | 0 | 2 | 2   | 3   | -1  | 3    |
| Białoruś U-19 | 3 | 1 | 0 | 2 | 2   | 5   | -3  | 3    |

### Grupa 9
Wszystkie mecze tej grupy odbywają się w Chorwacji.
| Reprezentacja    | M | W | R | P | Br+ | Br- | +/- | Pkt. |
| ---------------- | - | - | - | - | --- | --- | --- | ---- |
| Izrael U-19      | 3 | 2 | 1 | 0 | 7   | 0   | +7  | 7    |
| Chorwacja U-19   | 3 | 2 | 1 | 0 | 4   | 1   | +3  | 7    |
| Wyspy Owcze U-19 | 3 | 1 | 0 | 2 | 3   | 10  | -7  | 3    |
| Armenia U-19     | 3 | 0 | 0 | 3 | 3   | 6   | -3  | 0    |

### Grupa 10
Wszystkie mecze tej grupy odbywają się w Czechach.
| Reprezentacja   | M | W | R | P | Br+ | Br- | +/- | Pkt. |
| --------------- | - | - | - | - | --- | --- | --- | ---- |
| Czechy U-19     | 3 | 2 | 1 | 0 | 6   | 1   | +5  | 7    |
| Rumunia U-19    | 3 | 1 | 2 | 0 | 8   | 1   | +7  | 5    |
| Finlandia U-19  | 3 | 1 | 1 | 1 | 8   | 1   | +7  | 4    |
| San Marino U-19 | 3 | 0 | 0 | 3 | 0   | 19  | -19 | 0    |

### Grupa 11
Wszystkie mecze tej grupy odbywają się w Luksemburgu.
| Reprezentacja             | M | W | R | P | Br+ | Br- | +/- | Pkt. |
| ------------------------- | - | - | - | - | --- | --- | --- | ---- |
| Holandia U-19             | 3 | 3 | 0 | 0 | 7   | 1   | +6  | 9    |
| Bośnia i Hercegowina U-19 | 3 | 1 | 1 | 1 | 1   | 3   | -2  | 4    |
| Luksemburg U-19           | 3 | 1 | 0 | 2 | 2   | 4   | -2  | 3    |
| Azerbejdżan U-19          | 3 | 0 | 1 | 2 | 2   | 4   | -2  | 1    |

### Grupa 12
Wszystkie mecze tej grupy odbywają się w Czarnogórze.
| Reprezentacja   | M | W | R | P | Br+ | Br- | +/- | Pkt. |
| --------------- | - | - | - | - | --- | --- | --- | ---- |
| Austria U-19    | 3 | 1 | 2 | 0 | 1   | 0   | +1  | 5    |
| Czarnogóra U-19 | 3 | 1 | 1 | 1 | 3   | 1   | +2  | 4    |
| Anglia U-19     | 3 | 0 | 3 | 0 | 1   | 1   | 0   | 3    |
| Walia U-19      | 3 | 0 | 2 | 1 | 1   | 4   | -3  | 2    |

### Grupa 13
Wszystkie mecze tej grupy odbywają się w Albanii.
| Reprezentacja | M | W | R | P | Br+ | Br- | +/- | Pkt. |
| ------------- | - | - | - | - | --- | --- | --- | ---- |
| Belgia U-19   | 3 | 2 | 1 | 0 | 4   | 1   | +3  | 7    |
| Słowenia U-19 | 3 | 1 | 2 | 0 | 2   | 1   | +1  | 5    |
| Irlandia U-19 | 3 | 1 | 1 | 1 | 3   | 2   | +1  | 4    |
| Albania U-19  | 3 | 0 | 0 | 3 | 1   | 6   | -5  | 0    |

### Losowanie rundy elitarnej
Informacje pojawią się w przyszłości.

## Runda Elitarna
Na podstawie:
W przypadku równej liczby punktów, zespoły są klasyfikowane według następujących zasad.
1. liczba punktów zdobytych w meczach między tymi drużynami,
2. różnica bramek strzelonych w meczach tych drużyn,
3. bramki zdobyte w meczach tych drużyn,
4. bramki na wyjeździe zdobyte w meczach tych drużyn,
5. jeśli więcej niż dwie drużyny miały identyczny dorobek i po zastosowaniu powyższych zasad wciąż co najmniej dwie drużyny mają identyczny dorobek, powyższe zasady stosuje się ponownie tylko dla zainteresowanych drużyn. Jeśli nie da to rozstrzygnięcia i wciąż dwie drużyny będą miały identyczny dorobek stosuje się zasady poniżej,
6. różnica bramek we wszystkich meczach grupowych,
7. liczba strzelonych bramek we wszystkich meczach grupowych,
8. liczba strzelonych bramek we wszystkich meczach wyjazdowych,
9. liczba wygranych meczów w fazie grupowej,
10. liczba wygranych meczów wyjazdowych w fazie grupowej,
11. liczba kar indywidualnych we wszystkich meczach (1 punkt za żółtą kartkę, 3 punkty za czerwoną kartkę (również tę za dwie żółte kartki)),
12. pozycja w rankingu UEFA.

Legenda do tabelek
| Awans do Rundy Elitarnej |
| Klasyfikacja III miejsc  |
| Brak kwalifikacji        |

- Pkt – liczba punktów
- M – liczba meczów
- W – wygrane
- R – remisy
- P – porażki
- Br+ – bramki zdobyte
- Br− – bramki stracone
- +/− – różnica bramek

### Grupa 1
Wszystkie mecze tej grupy odbywają się w Słowenii.
| Reprezentacja  | M | W | R | P | Br+ | Br- | +/- | Pkt. |
| -------------- | - | - | - | - | --- | --- | --- | ---- |
| Hiszpania U-19 | 0 | 0 | 0 | 0 | 0   | 0   | 0   | 0    |
| Austria U-19   | 0 | 0 | 0 | 0 | 0   | 0   | 0   | 0    |
| Kosowo U-19    | 0 | 0 | 0 | 0 | 0   | 0   | 0   | 0    |
| Słowenia U-19  | 0 | 0 | 0 | 0 | 0   | 0   | 0   | 0    |

### Grupa 2
Wszystkie mecze tej grupy odbywają się w Holandii.
| Reprezentacja | M | W | R | P | Br+ | Br- | +/- | Pkt. |
| ------------- | - | - | - | - | --- | --- | --- | ---- |
| Holandia U-19 | 0 | 0 | 0 | 0 | 0   | 0   | 0   | 0    |
| Belgia U-19   | 0 | 0 | 0 | 0 | 0   | 0   | 0   | 0    |
| Francja U-19  | 0 | 0 | 0 | 0 | 0   | 0   | 0   | 0    |
| Litwa U-19    | 0 | 0 | 0 | 0 | 0   | 0   | 0   | 0    |